# 天主教阳谷教区
陽穀教区（拉丁文：Dioecesis Iamcuvensis）是罗马天主教在中国山东省西部设立的一个教区。

## 历史
陽穀坡里是圣言会在中国传教的起点。1933年12月13日，从兖州府代牧区分设陽穀监牧区。管辖：阳谷、寿张（梁山）、观城、朝城、范县、洑县六个小县。教区之小可谓山东之最。所辖之地在黄河两岸。1935年3月，田耕莘在坡里庄成立多玛斯小修院，以培养教会后继人才。1939年7月11日，升格为陽穀代牧区。是年10月29日，田耕莘在罗马伯铎大殿由教宗庇护十二世祝圣为主教。1940年12月，田耕莘成立“中华圣母传教修女会”，会院设在朝城。1942年11月10日，教廷将田耕莘主教调往青岛教区任署理主教。1943年4月4日，田耕莘祝圣牛会卿为代牧区主教。1946年4月11日，教廷在中国建立圣统制，陽穀代牧区升格为陽穀教区，牛会卿任教区主教。1947年，牛会卿主教逃难于福宁，任福宁署理主教。牛会卿主教委托王子阳神父为阳谷教区署理。1954年10月，王子阳神父（郓城人）被诬陷为“反革命”，故而被捕入狱。王子阳神父入狱前，委托薛志让神父署理教区。薛志让神父带领留守大陆的神父艰难地维持教区事务。1958年的“反右”运动，以及1966年的“文革”运动，致使神父们大都被捕入狱。1967年，薛志让神父与李学进神父先后死于朝城。全教区教务从此中断。1978年，政府实行改革开放，李元增神父和尚立身神父相继获得释放。因尚立身神父原籍济宁市金乡县，属于兖州教区辖区，兖州教区所剩神父无几，尚立身神父就留在兖州教区服务。教区署理王子阳神父仍在狱中服役。阳谷教区只有李元增神父来负责全教区教务。1987年复活节，李元增神父在刚落实的朝城天主堂举行首座开堂庆典。中华圣母会陈炳辉、闫志真、闫文彩三位修女先后回到教区，帮助李元增神父传教，并且着手恢复修女会。1990年1月2日，王子阳神父在潍坊监狱去世。1993年，圣母升天节，首批初学修女矢发初愿。1995年6月4日，邢福成晋铎，襄助李元增神父负责教区事务。1998年元月11日，邢金成、李桂坡二位修士晋铎，教区传教力量开始加强。2000年5月7日，兖州教区赵凤昌神父在聊城南关天主堂，由马学圣主礼，王殿铎和房兴耀襄礼，祝圣为阳谷教区第三任主教。按照山东教务委员会的规定，阳谷教区与临清监牧区合并为聊城教区，自此，阳谷教区神父开始负责其临清监牧区教务。2002年10月31日，李元增神父去世。中华圣母会会院也从莘县的朝城迁到聊城。
中国天主教爱国会于2000年把该教区与临清教区合并成“聊城教区”，但未获梵蒂冈承认。

## 教堂
坡里主教座堂

## 历任主教
- 田耕莘，圣言会會士，字聘三，1890年10月24日生于山东陽穀縣张秋镇，1918年6月9日晋升神甫，1929年入圣言会，1939年7月11日任陽穀首任代牧，同年10月29日在罗马接受教宗亲自祝圣，1942年11月10日调任青岛代牧，1945年12月24日，成为第一位華人枢机主教。1946年2月18日升为枢机，4月11日，升任北京总主教。1949年前往美国。1959年12月16日台北總教區宗座署理，至1966年申請退休。1967年7月24日於台灣嘉義市去世。

- 牛会卿：1895年9月18日生于河北省邢台市新河县雅家寨，1923年9月30日晋升神甫，1943年4月4日，由田耕莘祝圣为阳穀代牧区主教。1946年4月11日任陽穀教区主教，1948年任福宁署理主教、1952年任嘉義教區署理（1952年8月7日－1969年），1973年2月28日去世，享年77岁。
- 赵凤昌：圣名若瑟，1934年出生于山东济宁市，1958年－1962年在济南洪楼修道院，修院解散后，保守圣召，后于1983年到全国修院学习，1985年9月29日在北京晋铎，后到济宁、陽穀牧灵传教。1996年任济南修院神师。2000年5月7日擢升仪式由周村教区马学圣主教主持，荷泽教区王殿铎主教、临沂教区房兴耀主教襄礼。